# Rostscheitel-Ameisenwürger
Der Rostscheitel-Ameisenwürger (Thamnophilus ruficapillus) zählt innerhalb der Familie der Ameisenvögel (Thamnophilidae) zur Gattung Thamnophilus.
Die Art kommt in Argentinien, Bolivien, Brasilien, Paraguay, Peru und Uruguay vor.
Das Verbreitungsgebiet umfasst tropischen oder subtropischen feuchten Bergwald sowie buschbestandene Lebensräume zwischen 1750 und 3050 m Höhe.

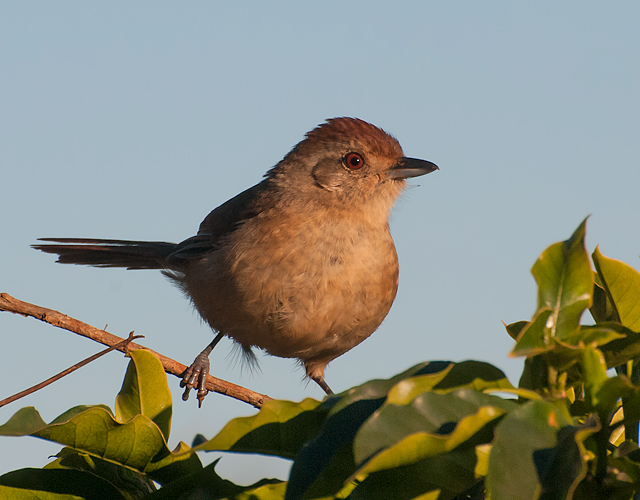
Weibchen

## Merkmale
Der Vogel ist 15 bis 17 cm groß und wiegt zwischen 16 und 25 g und hat eine namensgebende rostrote Kappe. Die Iris ist rötlich, der kräftige graue Schnabel ist auf der Oberseite zur Spitze hin dunkler mit einem kleinen Haken. Das Männchen ist deutlich weiß und schwarz gebändert auf Brust und Unterseite, die Flügel sind hell rotbraun, das übrige Gefieder grau oder graubraun. Beim Weibchen ist die Unterseite ockerfarben ohne oder mit nur angedeuteter Bänderung.

## Geografische Variation
Es werden folgende Unterarten anerkannt:
- T. r. jaczewskii Domaniewski, 1925[4] – Nordperu
- T. r. marcapatae Hellmayr, 1912[5] – Südostperu
- T. r. subfasciatus P. L. Sclater & Salvin, 1876[6] – Westbolivien
- T. r. cochabambae (Chapman, 1921)[7] – Bolivien bis Nordwestargentinien
- T. r. ruficapillus Vieillot, 1816[8], Nominatform – Paraguay, Südostbrasilien, Uruguay und Nordostargentinien

## Stimme
Der Gesang wird als schneller werdende, zunächst ansteigende, dann abfallende Folge von nasalen Lauten “wah, nyah, nyah-nyah-nya-nya-nya’nya-arr” beschrieben.

## Lebensweise
Die Nahrung besteht vermutlich aus Insekten, die einzeln oder als Paar meist in Bodennähe, mitunter bis in 7 m Höhe gesucht werden.

## Etymologie und Forschungsgeschichte
Die Erstbeschreibung des Rostscheitel-Ameisenwürgers erfolgte 1816 durch Louis Pierre Vieillot unter dem wissenschaftlichen Namen Thamnophilus ruficapillus. Vieillot bezog sich auf Batara del acanelado von Félix de Azara. 1816 führte Louis Pierre Vieillot die für die Wissenschaft neue Gattung Thamnophilus ein. Dieser Begriff leitet sich von φιλος thamnos für „Busch“ und φιλος, φιλεω, φιλος philos, phileō, philos für „lienend, lieben, Liebhaber“ ab. Der Artname ruficapillus hat seinen Ursprung in lateinisch rufus ‚rot, rötlich‘ und lateinisch -capillus ‚behaart, Kopfhaar‘. Jaczewskii ist Tadeusz Jaczewski (1899–1974) gewidmet. Cochabambae bezieht sich auf das Departamento Cochabamba, marcapatae auf das Distrikt Marcapata. Subfasciatus ist ein Wortgebilde aus lateinisch sub ‚unter, unten‘ und lateinisch fasciatus, fascia ‚-gebändert, Band‘. Alfred Laubmann konnte in seinem Werk Die Vögel von Paraguay nur Nachweise für Paraguay durch Arnaldo de Winkelried Bertoni aus dem Departamento Alto Paraná identifizieren.

## Gefährdungssituation
Der Bestand gilt als nicht gefährdet (Least Concern).